# Florida Firecats
Die Florida Firecats waren ein Arena-Football-Team in Estero, Florida, das in der af2 gespielt hat. Ihre Heimspiele trugen die Firecats in der Germain Arena aus.

## Geschichte
Die Firecats wurden 2001 gegründet und starteten bis zu ihrem Rückzug 2009 in der af2, der Minor League der Arena Football League (AFL). Sie konnten sieben Mal in die Playoffs einziehen und gewannen den ArenaCup, das Finale der af2, im Jahr 2004.

## Saison 2001–2009 (af2)
2002 erreichte man zum ersten Mal in der Vereinsgeschichte die Playoffs und zog sofort in das ArenaCup Finale ein, verlor dies allerdings mit 65-47 gegen die Peoria Pirates.
Nachdem man im Folgejahr 2003 in der ersten Playoffrunde ausgeschieden war, feierte man 2004 den ersten Titel der Vereinsgeschichte, als man erneut auf die Peoria Pirates traf, diesmal aber 39:26 gewann.
Bis einschließlich 2008 qualifizierten sich die Firecats jedes Mal für die Endrunde, eine erneute Finalteilnahme blieb ihnen aber verwehrt.
In der Saison 2009 verpasste man mit 7 Siegen und 9 Niederlagen zum ersten Mal seit 2001 wieder die Playoffs. 
Nachdem sich die af2 2009 auflöste, wechselten viele Franchises in andere Ligen. Die Firecats aber sind bis heute keiner anderen Arena Football Liga beigetreten und wurden bis heute auch nicht aufgelöst. 
Laut der offiziellen Homepage nahmen die Firecats 2004 an einer Flag Football Liga teil.

## Zuschauerentwicklung
| Jahr | Zuschauerdurchschnitt |
| ---- | --------------------- |
| 2001 | 6.085                 |
| 2002 | 5.412                 |
| 2003 | 4.973                 |
| 2004 | 5.476                 |
| 2005 | 5.021                 |
| 2006 | 5.513                 |
| 2007 | 5.243                 |
| 2008 | 3.170                 |
| 2009 | 2.666                 |

Die meisten Zuschauer kamen mit 7.181 Zuschauern am 14. April 2001 gegen die Augusta Stallions.

## Stadion
Die Firecats absolvierten ihre Heimspiele in der Germain Arena, eine 7.186 Zuschauer fassende Multifunktionsarena in Estero, Florida. Heute tragen dort hauptsächlich die Florida Everblades aus der East Coast Hockey League (ECHL) ihre Heimspiele aus.